# إسحاق هربرت كيمبنر
إسحاق هربرت كيمبنر هو خبير مالي وسياسي أمريكي، ولد في 14 يناير 1873 في سينسيناتي في الولايات المتحدة، وتوفي في 1 أغسطس 1967.